# The Mating of Marcella
The Mating of Marcella è un film muto del 1918 diretto da Roy William Neill. La sceneggiatura di R. Cecil Smith si basa su un soggetto di Joseph F. Poland. Girato sotto la supervisione di Thomas H. Ince, il film aveva come interpreti Dorothy Dalton, Thurston Hall, Juanita Hansen, William Conklin.

## Trama
In difficoltà finanziarie e con il padre bisognoso di cure, Marcella Duranzo, che lavora come modella per un noto negozio di abbigliamento, accetta da Lois Underwood uno strano incarico: la donna, moglie del milionario Robert Underwood, vorrebbe il divorzio ma, per ottenerlo, deve soggiornare per un determinato periodo di tempo a Reno, la capitale del divorzio facile. Lois, che vuole spendere il proprio tempo in maniera più costruttiva, delega Marcella, dietro un compenso di mille dollari, a sostituirla a Reno, fingendosi lei, mentre lei, invece, se ne parte in crociera con l'amante del momento, il conte Louis Le Favri. Il marito, però, giunge inaspettatamente a Reno con il figlio. Registrato in albergo, scopre tra gli ospiti anche il nome della moglie rendendosi ben presto conto di ciò che sta accadendo. Il piccolo Bobby si ammala gravemente e Marcella, che lo assiste con sollecitudine materna, suscita l'amore di Robert. Intanto Lois, che ha lasciato il conte per Jack Porter, un nuovo amore, vuole citare in giudizio come correi Robert e Marcella. Sarà il conte a risolvere la situazione: geloso, finge di essere l'autista di Porter e, fatti salire a bordo i due amanti, guida furioso l'automobile facendola schiantare contro un treno, provocando la morte di tutti e tre gli occupanti.

## Produzione
Il film fu prodotto dalla Thomas H. Ince Corporation.

## Distribuzione
Il copyright del film, richiesto dalla Thomas H. Ince Corp., fu registrato il 6 maggio 1918 con il numero LP12392.
Distribuito dalla Famous Players-Lasky Corporation (Paramount Pictures), il film uscì nelle sale statunitensi il 20 maggio 1918. In Svezia, fu distribuito l'8 settembre 1919 con il titolo Äktenskapsryssjan; in Francia, gli venne dato quello di Marcella.
Non si conoscono copie ancora esistenti della pellicola che viene considerata presumibilmente perduta.